# Griselda Blanco

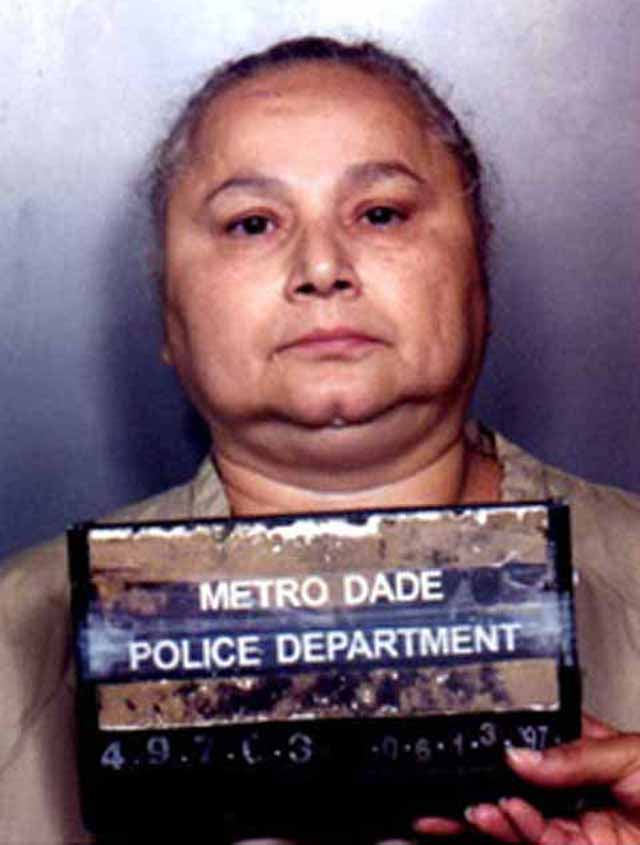
Griselda Blanco

Griselda Blanco (15 tháng 2 năm 1943 – 3 tháng 9 năm 2012) là một trùm ma túy người Colombia. Bà đã trở thành người đứng đầu một trong những mạng lưới vận chuyển ma túy lớn nhất tại Hoa Kỳ. Bà là một chủ đề hấp dẫn bởi vì bà là một người phụ nữ tham gia vào ngành công nghiệp tàn nhẫn thống trị bởi đàn ông. Blanco sinh ra tại Cartagena nhưng gia đình của bà đã chuyển đến Medellin khi bà còn là một đứa trẻ và từ sớm bà đã trở thành tội phạm dẫn dắt bà trở thành một gái mại dâm trước khi vướng vào những rắc rối khi tham gia vào mạng lưới buôn bán ma túy ở Colombia. Ban đầu, bà đã có giao dịch tại New York vào thập niên 1970 và sau khi bị điều tra bởi cơ quan thi hành luật pháp, bà đã trở lại Colombia và rồi tái thiết lại công việc của mình trong một thành phố khác. Blanco được biết đến đặc biệt bởi sự tàn bạo khi bà đối đầu các đối thủ của bà và những cuộc chiến của bà được gọi là "Những cuộc chiến thuốc phiện Miami". Bà là một vị chúa ma túy không biết sợ, người có thể thách thức bất kỳ ai, bất kể người đó có lớn như thế nào, mà không có sự ngần ngại. Và thực tế bà có một mối thù hận dài đối với gia đình Ochoa, một trong những thành viên quyền lực nhất của Medellin Cartel. Bà còn được biết đến với biệt danh "Mẹ già cocaine" và "Nữ hoàng buôn ma túy" cùng một số danh hiệu khác.

## Cuộc đời và tội trạng[1]

### Thời thơ ấu
Griselda Blanco sinh năm 1943 tại thành phố của Cartagena, Colombia trong một gia đình nghèo. Tên của cha bà không được rõ và mẹ của bà là Ana Lucia Restrepo. Mẹ của bà đã nuôi bà khôn lớn. Khi Griselda mới chỉ có 3 tuổi, bà cùng mẹ mình quyết định đến Medellin, trung tâm của công nghiệp cocaine tại Colombia. Tại đó, bà rơi vào cuộc sống của một kẻ tội phạm và sau khi trở thành kẻ móc túi trong một vài năm, bà đã bắt đầu giết người khi bà bắt cóc để đòi tiền chuộc để giết một đứa trẻ khi bà mới 11 tuổi. Griselda đã chạy trốn từ nhà của mình khi bà 14 tuổi bởi cách đối xử mang tính lạm dụng của mẹ bà và đã thường xuyên lui tới đến những nơi làm gái ở Medellin để có thể tiếp tục duy trì cuộc sống của mình. Bà tiếp tục công việc đó trong một vài năm.

### Trưởng thành
Sau khi quen biết với những thành viên của Medellin Cartel khét tiếng trong những ngày bà sống ở Medellin, Griselda Blanco đã đến New York vào thập niên 1970 và thiết lập giao dịch ma túy tại đây. Nó trở thành một trong những giao dịch ma túy lớn nhất trong lịch sử Hoa Kỳ. Đế chế cocaine của bà ở Queens, New York đã gây sự chú ý của cơ quan chấp pháp về ma túy của Hoa Kỳ vào năm 1975 khi bà bị truy tố với một vài thành viên của bà. Tuy nhiên, bà đã trốn sang Colombia trước khi bà bị điều tra và bà trở lại Miami một vài năm sau đó. Bà đã trở lại Hoa Kỳ và bắt đầu lại giao dịch ma túy và cuối thập niên 1970. Giai đoạn này được gọi là "Chiến tranh Ma túy Miami", kéo dài trong nhiều năm. Nhóm của Blanco đã cung cấp ma túy cho toàn nước Mỹ và chính vì thế, bà có sức mạnh tài chính lớn hơn, dẫn đến các cuộc đụng độ thường xuyên đối với các trùm khác. Tiếng tăm của bà đã phát triển rất nhiều tại Miami theo sự phát triển của mạng lưới buôn bán ma túy mà bà kiểm soát và bà được biết đến là sử dụng bạo lực cực đoan để có thể chống lại bât kỳ ai thách thức bà. Mối đe dọa đến cuộc sống của bà đã phát triển như là kẻ thù quyết đinh tiêu diệt bà là một mối đe dọa đáng kể. Chính vì thế, bà đã chuyển đến California vào năm 1984. Vào năm 1985, bà đã trở thành mục tiêu của cuộc điều tra của Cơ quan Thực thi pháp luật về Ma túy của Hoa Kỳ. Tuy nhiên, bà tiếp tục kiểm soát công việc kinh doanh của mình từ trong nhà tù. Mặc dù một trong những thành viên lớn của băng đảng của Blanco đã trở thành nhân chứng trong một vụ giết người, điều đó rút cục chẳng chống lại bà và sau 19 năm tù, bà trở về Colombia. 

### Qua đời
Griselda Blanco qua đời vào ngày 3 tháng 9 năm 2012 vì bị ám sát bởi một kẻ giấu mặt có lái xe mô tô, trong thành phố của Medellin, Colombia.

## Tội ác chính[1]
Griselda Blanco chịu trách nhiệm cho việc thành lập một trong những giao dịch ma túy lớn nhất tại Hoa Kỳ. Vào thời kỳ đỉnh cao quyền lực, bà sử dụng đến 80 triệu dollar Mỹ mỗi tháng.

## Đời tư[1]
Khi Griselda Blanco khoảng 20 tuổi, bà cưới Carlos Tujilo. Họ có ba người con trai tên là Dixon, Uber và Osvaldo. Tất cả đều đã bị chết trong bạo lực băng đảng. Ngoài ra, Griselda Blanco còn có một quan hệ với Dario Sepulvuda và cả hai có một người con trai tên là Michael Corleone Blanco. Bởi vì một tranh chấp về việc chăm sóc con cái sau khi hai vợ chồng ly dị, Sepulvuda đã bắt cóc con trai và Blanco quyết định giết người chồng cũ. Theo như những thông tin trên báo, Sepulvuda đã bị giết.